# E-Gitarren-Modelle
Diese Seite bietet eine Übersicht über bekannte E-Gitarren-Modelle, ihre wesentlichen Merkmale und Verwendung.

## Fender

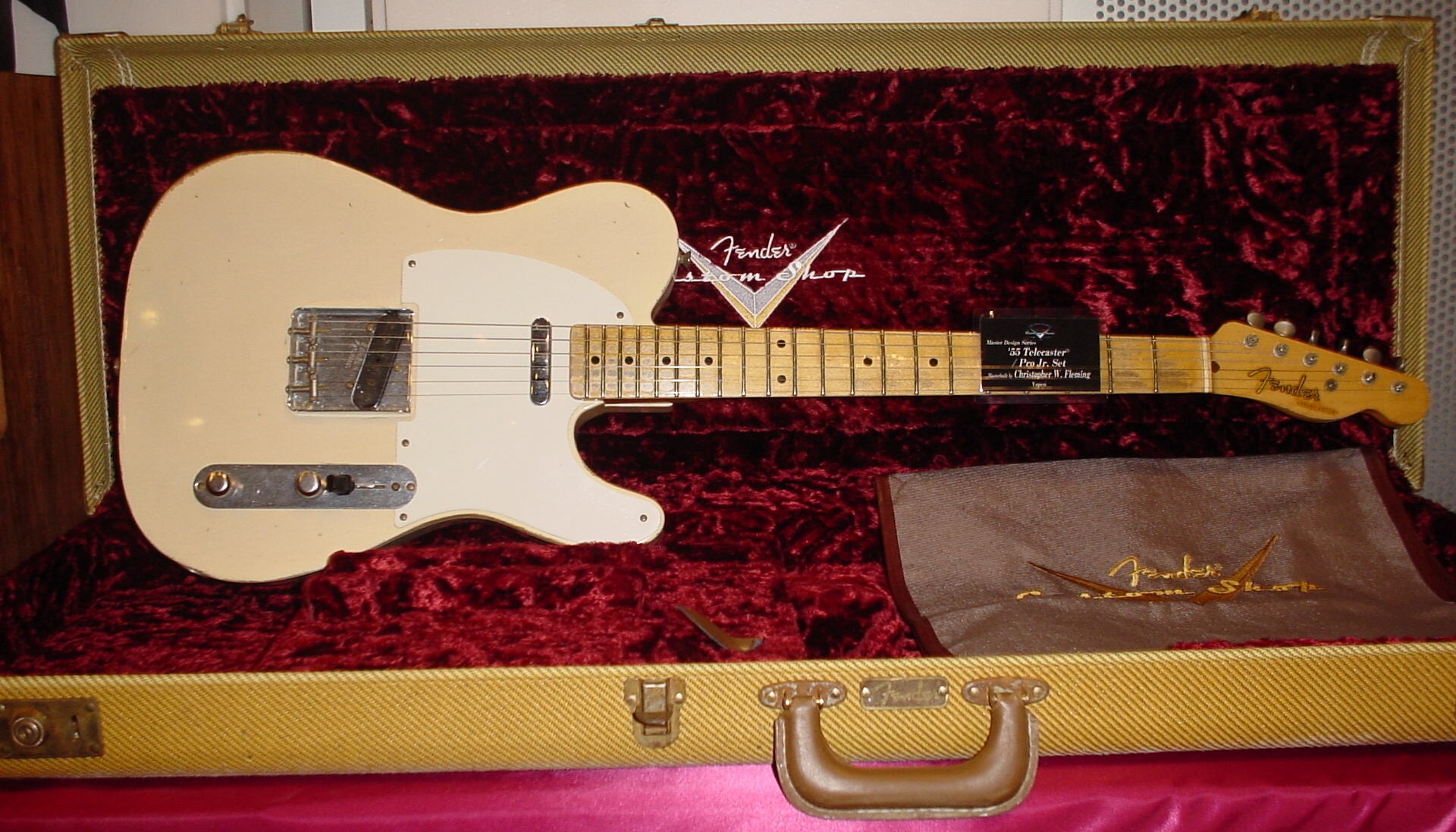
Fender Telecaster 1955

### Telecaster
Die Fender Telecaster wurde 1950 vorgestellt und war die erste in Massenfertigung hergestellter E-Gitarre mit massiven Korpus (Solidbody). Ihre Kennzeichen sind der Single-Cut Body und ein angeschraubter Hals aus Ahorn. Als Griffbrett findet üblicherweise Ahorn oder Palisander Verwendung. Klassisch ist sie mit zwei Single-Coil Tonabnehmer ausgestattet (einer am Hals, einer eingefasst in die Metallplatte des Stegs), es gibt aber auch Modelle mit Humbucker am Hals oder zwei Humbuckern. Neben einem Dreiwegschalter zur Wahl des Tonabnehmers gibt es zwei Regler: Volume und Ton, welche auf beide Tonabnehmer wirken. Der klassische Steg der Telecaster het drei Saitenreiter aus Messing, welche jeweils zwei Saiten führen. Die Kopfplatte ist sehr schlank und hat die sechs Mechaniken in einer Reihe am oberen Rand. Die Mensur beträgt wie bei den meisten Gitarren von Fender 648 mm (25,5 Zoll).

Der Telecaster wir ein „Twang“ im Klang zugesprochen. Sie wird gerne als Rock-Gitarre verwendet. Bekannte Nutzer der Telecaster sind Bruce Springsteen und Keith Richards (The Rolling Stones). 

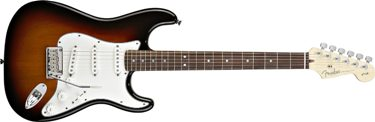
Fender Stratocaster

### Stratocaster
Das 1954 vorgestellte Modell Stratocaster ist eine Weiterentwicklung der Telecaster aus gleichem Hause. Der Korpus hat jetzt zwei Cutaways und an der Rückseite und Vorderseite Abschrägungen für eine angenehmere Haltung am Körper des Gitarristen. Als Tonabnehmer kommen typischerweise drei Single-Coil zum Einsatz, neuere Modelle haben teilweise einen Humbucker am Steg. Die Tonabnehmer werden mit einem Fünf-Positionen-Schalter geschaltet, wobei die Positionen zwei und drei jeweils zwei Tonabnehmer parallel schalten und so nicht nur zusätzliche Klangvarianten bieten, sondern auch Einstreugeräusche ähnlich einem Humbucker unterdrücken. Der Steg ist bei der Stratocaster mit einem Vibrato ausgestattet. An Reglern gibt es ein gemeinsames Volume sowie zwei Tonregler.
Die Stratocaster wird in vielen Bereichen von Blues bis Hard Rock eingesetzt. Bekannte Nutzer sind unter anderem Jimi Hendrix, Eric Clapton, David Gilmoure (Pink Floyd), Stevie Ray Vaughan, Ritchie Blackmore (Deep Purple, Rainbow), Yngwie Malmsteen und John Frusciante (Red Hot Chili Peppers).

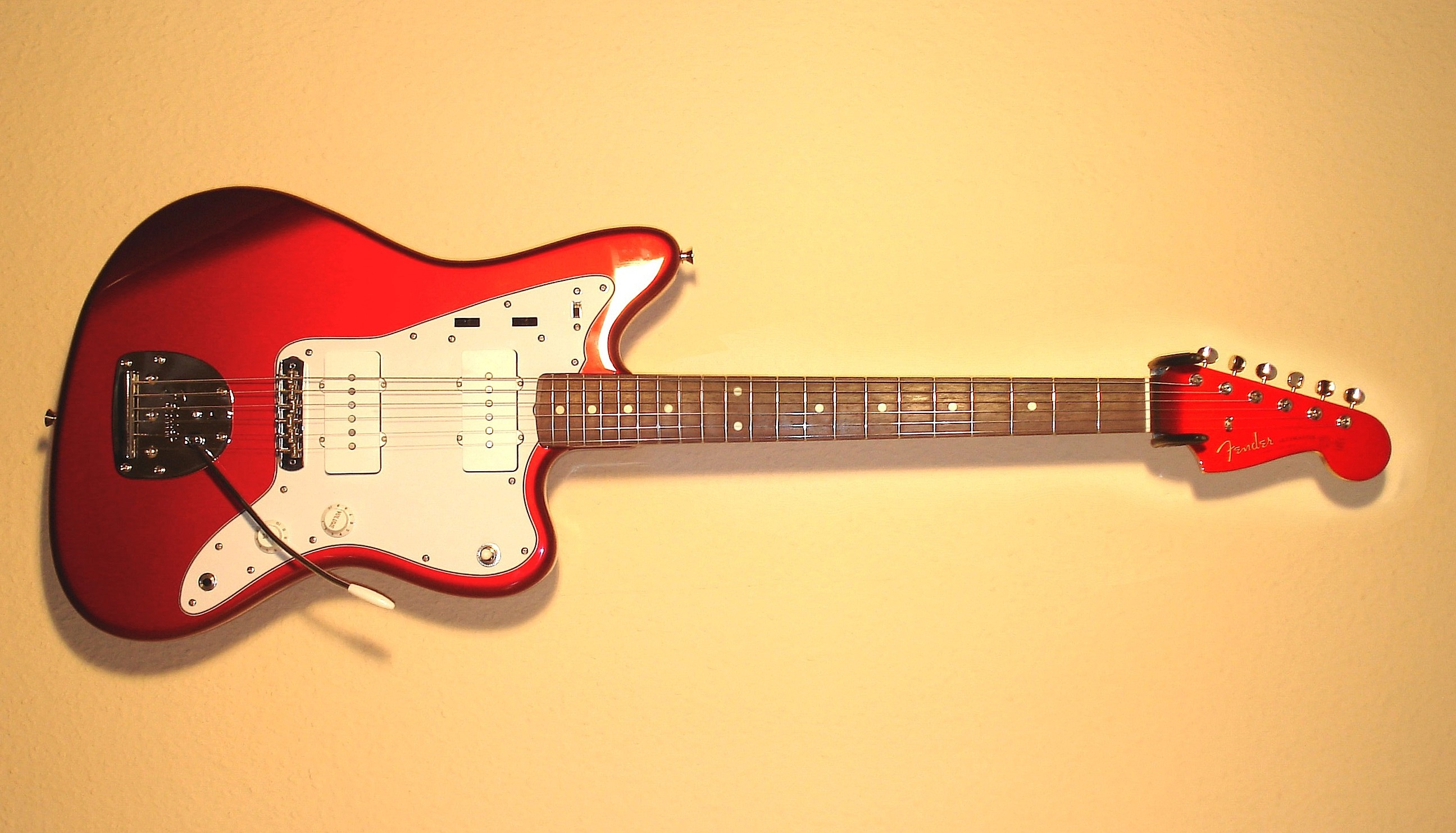
Fender Jazzmaster

### Jazzmaster
Bei der Entwicklung der Jazzmaster versuchte Leo Fender erneut die Ergonomie zu verbessern, vor allem im Sitzen. 1958 erschien die Gitarre mit einem Korpus im sogenannten Offset-Design, bei dem also die Taille des Korpus nicht rechtwinklig zu Korpus, sondern schräg verschoben ist. Als Tonabnehmer kamen spezielle Single-Coils zum Einsatz. Sie sehen den von Gibson benutzten P90 ähnlich, sind aber eine andere Konstruktion mit kleinen Stabmagneten wie die Single-Coils der Stratocaster und einer flachen aber breiten Spule. Neben der normalen Volume und Tone-Reglung gibt es eine zweite Tonreglung für den Halstonabnehmer, welche bei bedarf aktiviert werden kann. Das Tremolo war eine neue Konstruktion, welche allerdings nur einen kleinen Bewegungsbereich ermöglicht und leicht rasselnde Störgeräusche hinzufügt.
Die Jazzmaster hat einen sehr höhenlastigen und glockigen Klang. Entgegen dem Namen fand die Jazzmaster daher weniger bei Jazz als mehr in der Surfmusik und bei Rock ’n’ Roll Verwendung, zum Beispiel bei Elvis Costello. Später war sie als günstiges Gebrauchtinstrument auch in Grunge und Alternative zu sehen.

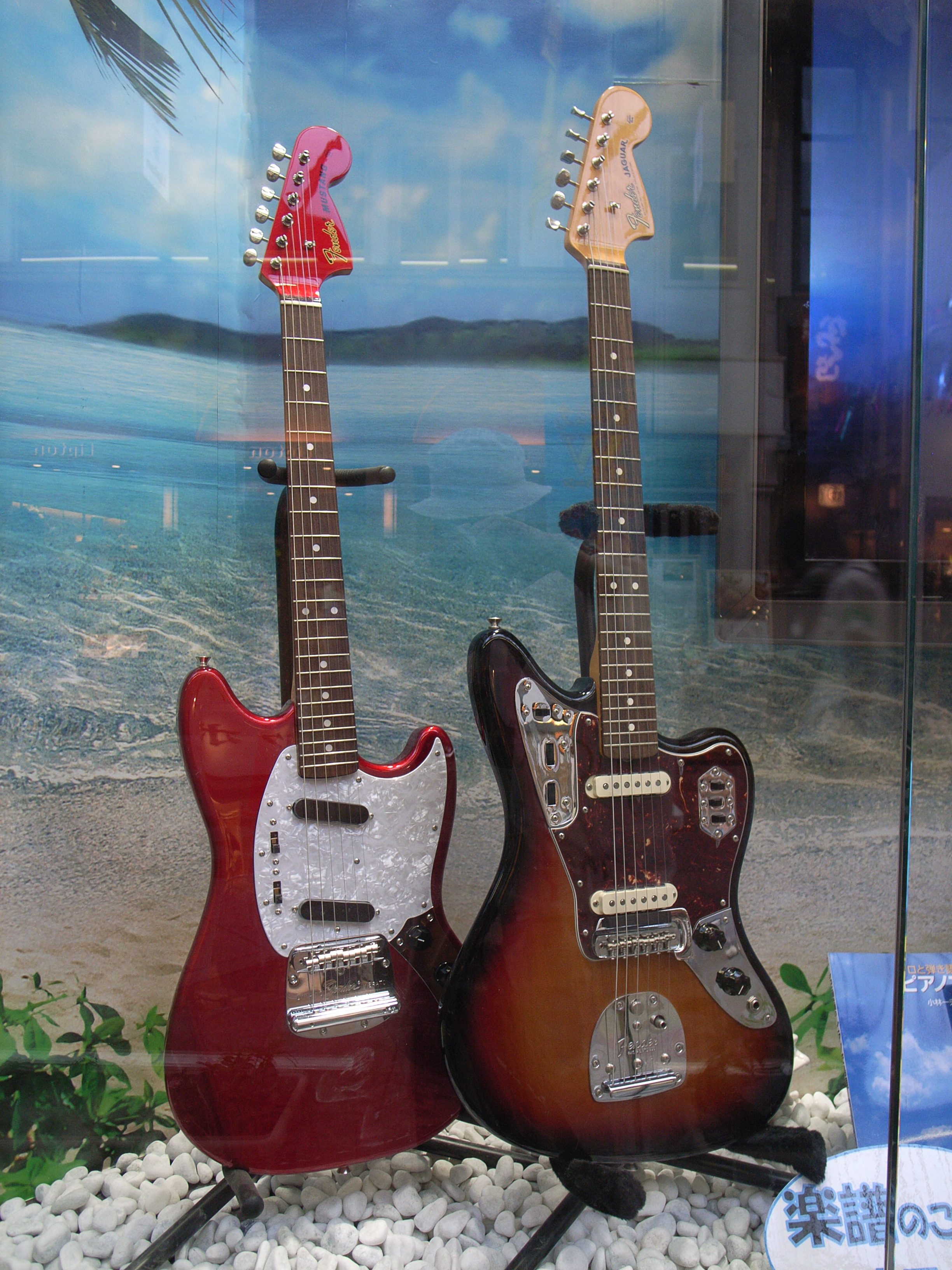
Fender Mustang (links) und Jaguar (rechts)

### Jaguar
Mit dem Jaguar stellte Fender 1962 ein neues Gitarrenmodell vor, deren Korpus der Jazzmaster entspricht. Die beiden großen Unterschiede sind aber Mensur und Tonabnehmer: Mit nur 610 mm (24 Zoll) besitzt die Jaguar eine deutlich kürzere Mensur als die sonst bei Fender üblichen 648 mm (25,5 Zoll).

### Mustang
Auch die 1964 vorgestellte Mustang hat die kurze Mensur der Jaguar mit 610 mm (24 Zoll). Sie war als Einsteigergitarre gedacht.

## Gibson

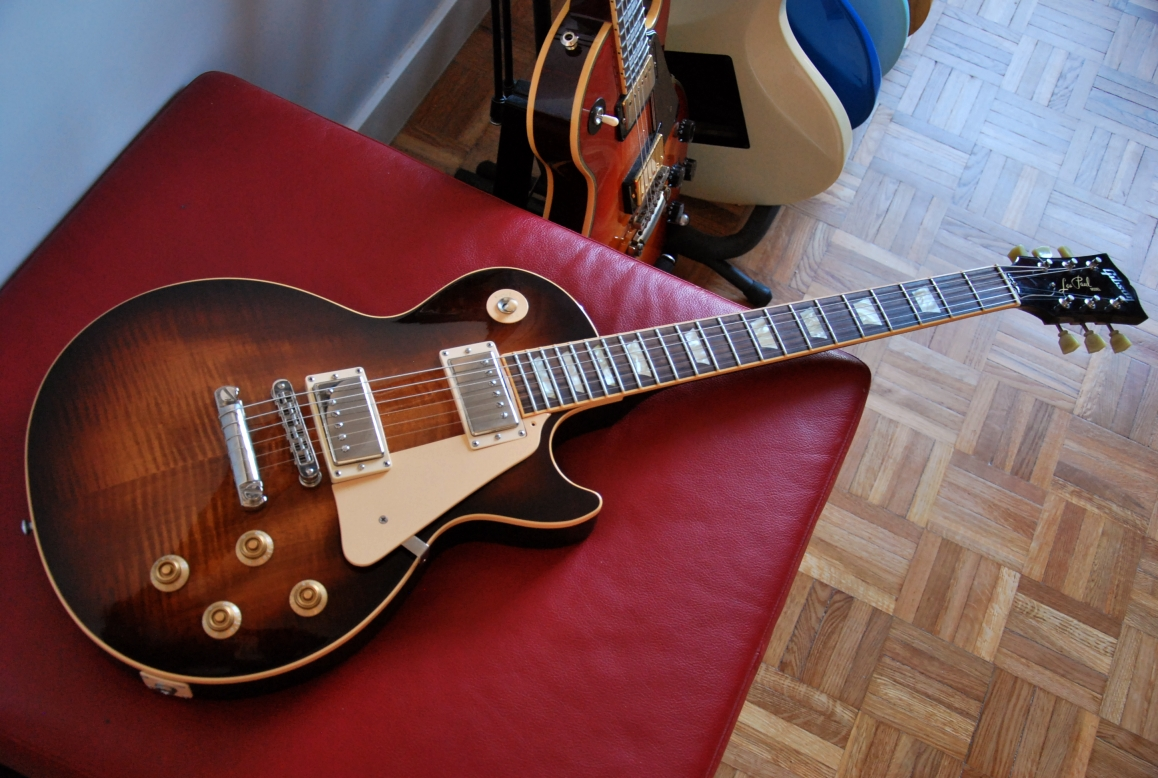
Gibson Les Paul Standard 2006

### Les Paul
1952 stellte Gibson seine erste Solidbody-Gitarre vor. Die Gibson Les Paul hat einen Korpus und Hals aus Mahagoni und eine gewölbte Decke aus Ahorn und ist damit eine eher schwere E-Gitarre. In neueren Modellen werden daher verschiedene Arten von Löchern im Korpus als „Weight-Relief“ verwendet um die Gitarre leichter zu machen. Der Hals ist eingeleimt. Die Kopfplatte hat drei Mechaniken auf jeder Seite und ist gegenüber dem Hals angewinkelt.
Bekannt ist die Gibson Les Paul für ihre zwei Humbucker. Frühe Modelle waren noch mit zwei P90 ausgestattet, später gab es diese in besonderen Modellen, ebenso Varianten mit zwei Mini-Humbuckern (Les Paul Deluxe). Jeder Tonabnehmer verfügt über einen Volume- und einen Ton-Regler. Der Steg ist fest (kein Vibrato-System) und als sogenannte Tune-O-Matic ausgeführt. Diese besteht aus einem Saitenhalter und einem zusätzlichen höhenverstellbaren Bauteil mit den Saitenreitern. Die Mensur ist wie bei den meisten Gibson Gitarren 628 mm (24,75").
Die Gibson Les Paul hat einen warmen, vollen Sound, ist als Rock-Gitarre beliebt und wird auch viel für Blues oder Heavy Metal verwendet. Bekannte Gitarristen sind der Namensgeber Les Paul, Jimmy Page (Led Zeppelin), Gary Moore, Joe Perry (Aerosmith), Slash (Guns N' Roses), Peter Green (Fleetwood Mac), Joe Bonamassa und Adam Jones (Tool).

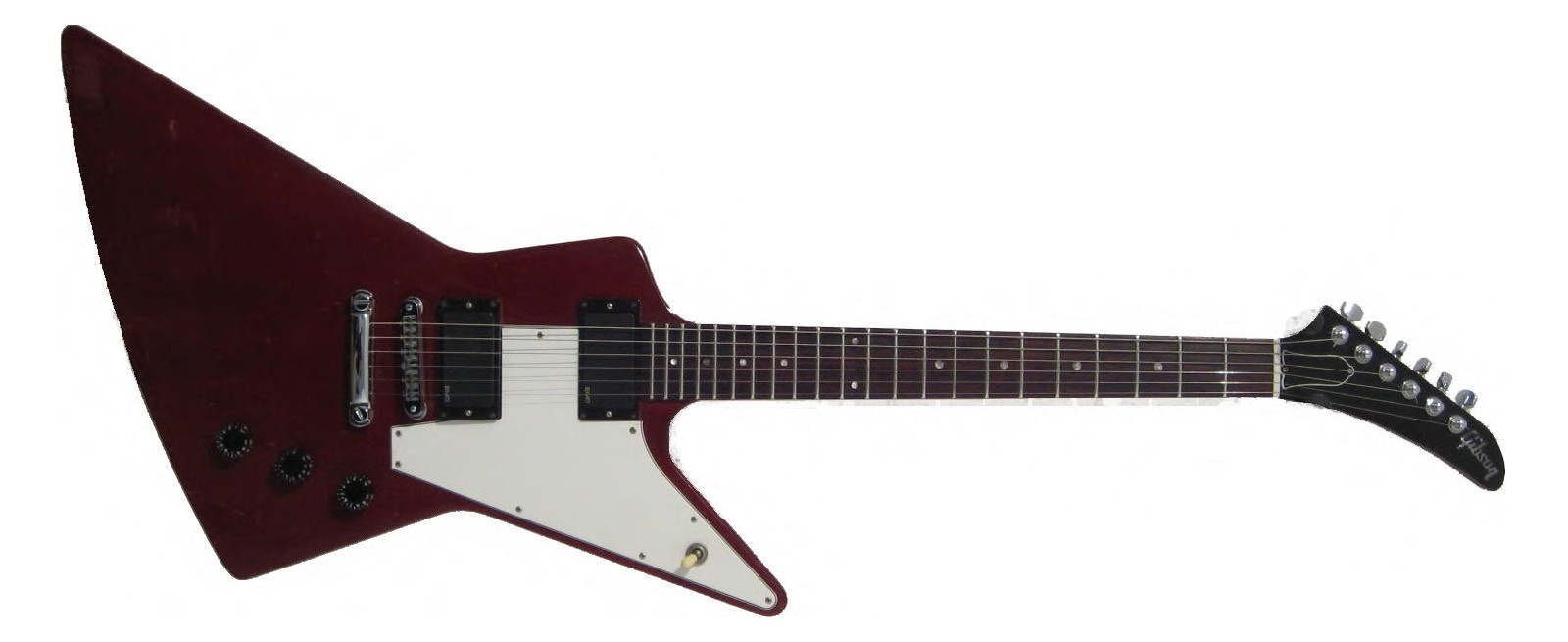
Gibson Explorer

### Explorer
Die Gibson Explorer wurde 1958 vorgestellt und hat ein futuristisches, kantiges Design, das sich deutlich von traditionellen Gitarrenformen abhebt. Der Korpus besitzt eine auffällige asymmetrische Form. Typischerweise verfügt die Explorer über zwei Humbucker-Tonabnehmer, die sich über einen Drei-Wege-Schalter anwählen lassen, ergänzt durch je einen Volume-Regler pro Tonabnehmer sowie einen gemeinsamen Tone-Regler. Die Brücke ist in der Regel als Tune-o-Matic ausgeführt.

Die Gibson Explorer wird vor allem in Rock- und Metal-Genres wegen ihrs markanten Designs geschätzt. Von ihr inspirierte Gitarren anderer Hersteller sind oftmals auch mit Floyd-Rose-Vibratosystemen ausgestattet. Bekannte Nutzer sind unter anderem James Hetfield (Metallica), The Edge (U2) und Matthias Jabs (Scorpions).

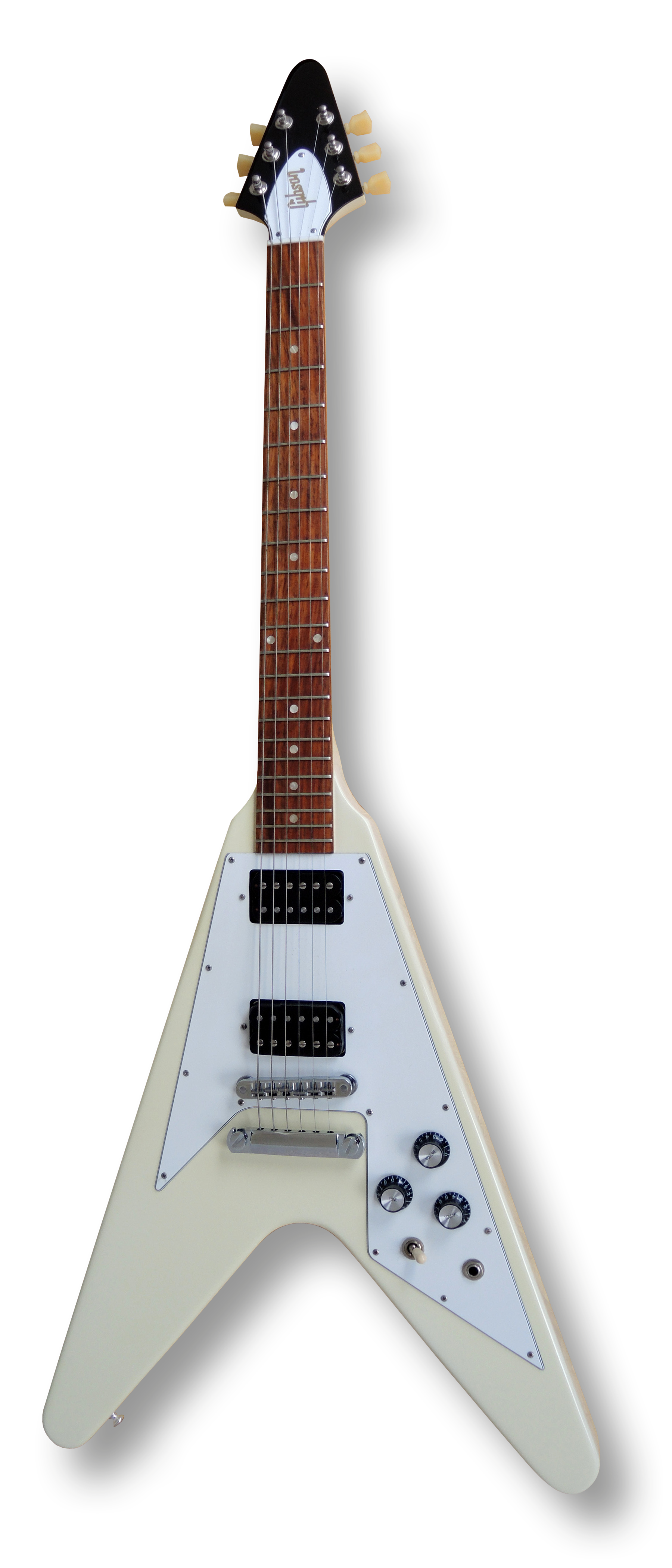
Gibson Flying V

### Flying V
Die Gibson Flying V wurde ebenfalls 1958 zusammen mit der Explorer eingeführt. Auch sie zeichnet sich durch ihr auffälliges, futuristisches Design aus: der Korpus ist komplett V-förmig und wird durch eine pfeilspitzenartige Kopfplatte ergänzt. Ursprünglich war sie ihrer Zeit voraus und fand erst in den 1970er-Jahren größere Beliebtheit, insbesondere im Rock- und Metal-Bereich. Auch vom Aufbau her entspricht sie der Explorer: Der Korpus besteht typischerweise aus Mahagoni und ist mit zwei Humbucker-Tonabnehmern und einer Tune-o-Matic-Brücke ausgestattet. Neben einen Drei-Wege-Schalter, gibt es zwei Volume-Regler sowie einen gemeinsamen Tone-Regler.
Durch ihre aggressive Optik ist die Flying V besonders bei Rock- und Metal-Gitarristen beliebt. Bekannte Nutzer sind Albert King, Kirk Hammett (Metallica), Michael Schenker (UFO, Scorpions) und Lenny Kravitz.

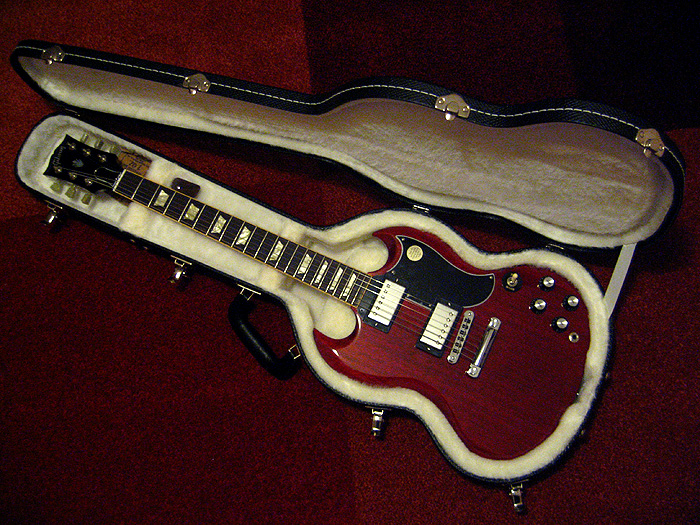
Gibson SG

### SG
Die Gibson SG (kurz für Solidbody Guitar) wurde 1961 als Weiterentwicklung der Les Paul eingeführt. Die zwei charakteristischen Cutaways am Korpus machen sie optisch unverwechselbar. Der massive Mahagonikorpus ist vor allem im Vergleich zur Les Paul relativ dünn und daher leicht, was die Gitarre aber auch anfällig für „Neckdive“, dem nach unten Sinken des Halses, macht.
Die typische Ausstattung mit zwei Humbucker-Tonabnehmern, einer Tune-o-Matic-Brücke, einem Drei-Wege-Schalter sowie separate Volume- und Tone-Regler für jede Pickup-Position entspricht der Les Paul. Einige frühe und Retro-Modelle sind allerdings mit einem eigenen Vibrato-System ausgestattet.
Die Gibson SG wird in zahlreichen Musikrichtungen eingesetzt, von Blues über Hard Rock bis Metal. Bekannte Nutzer sind Angus Young (AC/DC) und Tony Iommi (Black Sabbath).

## Weitere Hersteller

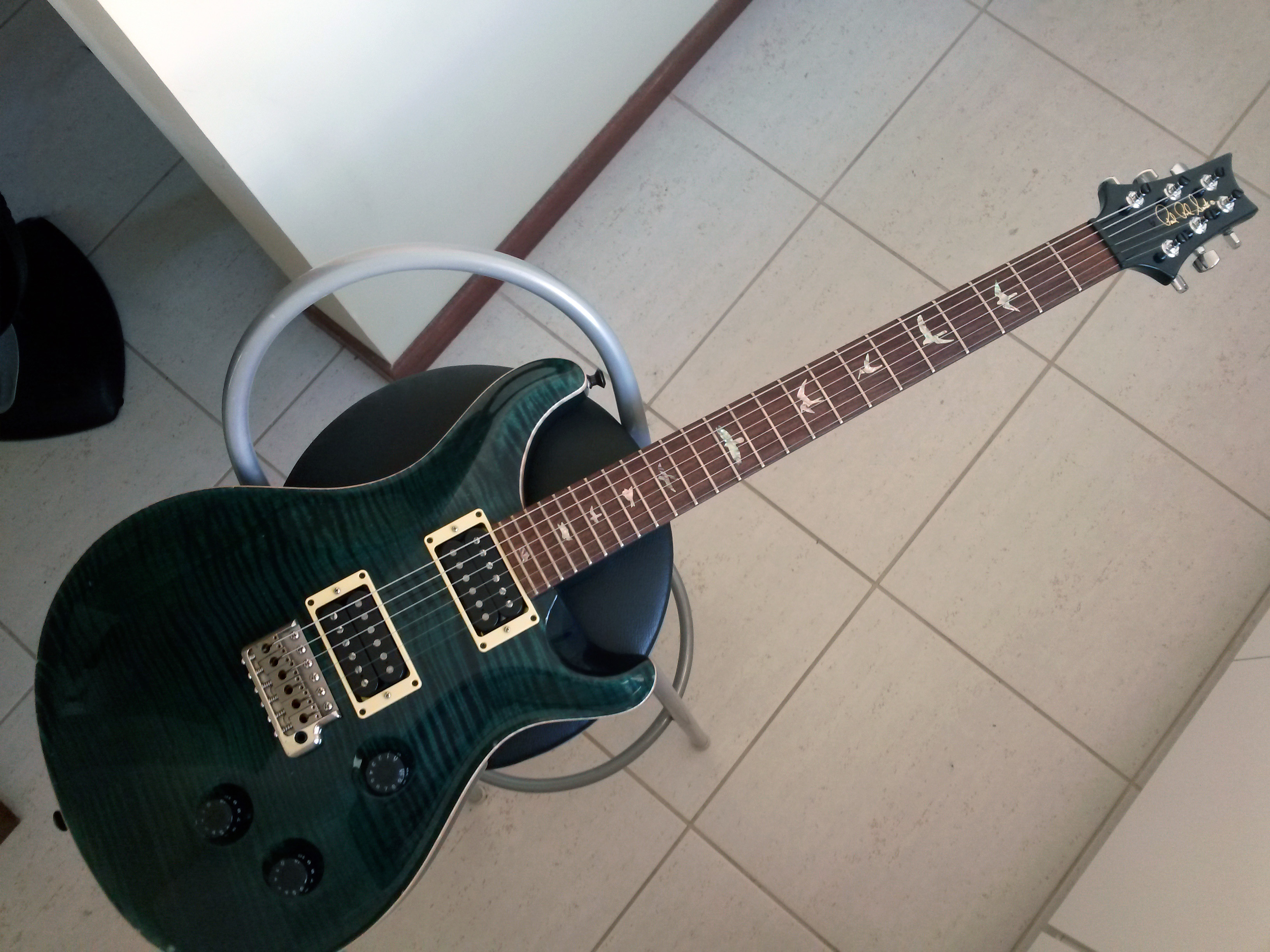
PRS Custom 24 2004

### PRS Custom 24
Mit der Custom 24 entwickelte Paul Reed Smith sein erstes Serienmodell (Markteinführung 1985) mit den besten Ideen aus Les Paul und Stratocaster. An die Gibson erinnert die Runde Korpusform, die zwei Humbucker, sowie die Wahl von Mahagoni mit einer gewölbten Ahorndecke. Mehr in Richtung Fender geht das obere Horn und das Vibrato-System. Die Mensur ist im 635 mm (25") in der Mitte zwischen beiden angesiedelt. Hinzu kommen moderne Merkmale wie 24 Bünde und eine Kopfplatte mit weitgehend gerader Saitenführung. Ein besonderes Erkennungsmerkmal sind die Vogel-Inlays im Griffbrett.

Die PRS Custom 24 wird in vielen Genres eingesetzt, von Rock und Metal bis hin zu Blues und Fusion. Bekannte Nutzer sind Carlos Santana, Mark Tremonti (Alter Bridge), Orianthi und Mark Holcomb (Periphery).

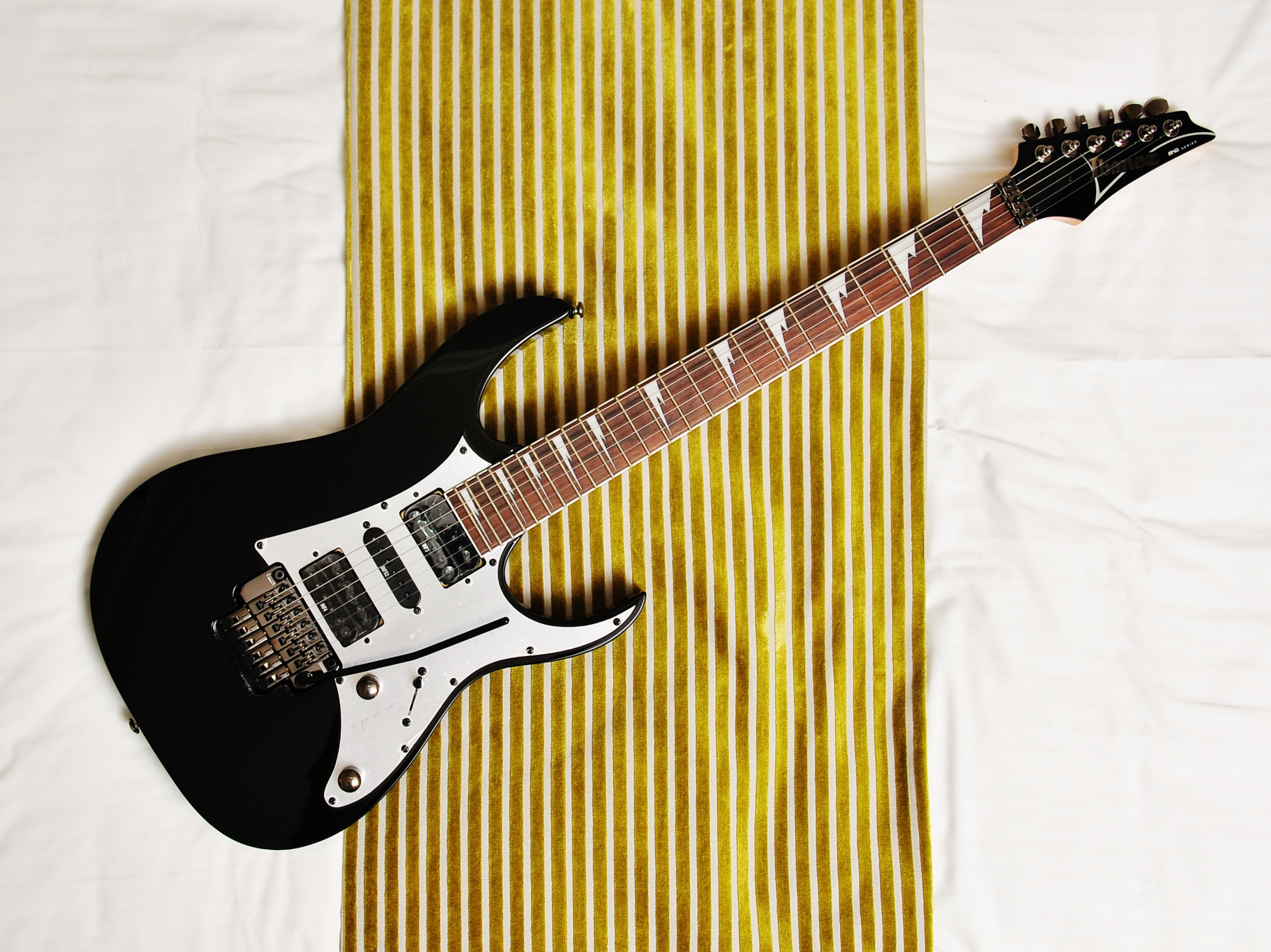
Ibanez RG350EXZ BK 2011

### Ibanez RG
Die Ibanez RG wurde in den 1987 eingeführt und ist für ihre schnelle Bespielbarkeit und aggressiveres Design bekannt. Die RG-Serie basiert auf der Ibanez JEM, dem Signature-Modell von Steve Vai, und ähnelt in der Korpusform der Fender Stratocaster. Ihre Zielgruppe sind Gitarristen, die hohe Geschwindigkeit und technisches Spiel bevorzugen. Dafür bietet sie einen besonders flachen, dünner Wizard-Hals und tief ausgeschnittene Korpuskonturen die leichten Zugang zu den höchsten Bünden erlauben.
Es gibt Ibanez RG Modelle sowohl in Humbucker-Single-Humbucker- als auch Doppel-Humbucker-Konfiguration, meistens mit sehr Output-starken Tonabnehmern, die für verzerrte Sounds gedacht sind. Typisch ist das Floyd Rose- oder Edge-Tremolo-System mit hoher Stimmstabilität auch bei extremen Divebombs.
Bekannte Nutzer sind unter anderem Paul Gilbert (Mr. Big, Racer X) und Herman Li (DragonForce).

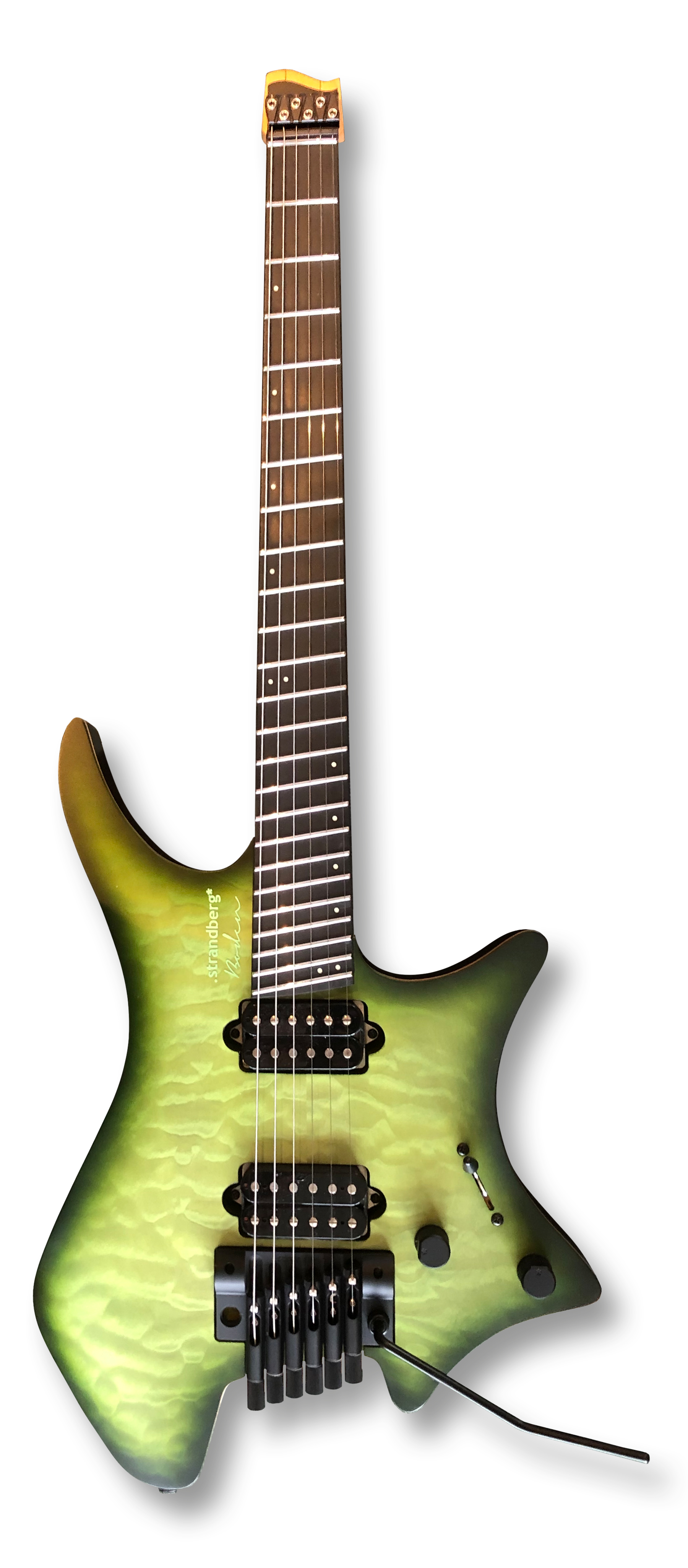
Strandberg Prog NX 6

### Strandberg Boden
Die Strandberg Boden ist eine hochmoderne, ergonomisch optimierte E-Gitarre, welche von Ola Strandberg ab 2007 entwickelt wurde und 2011 auf den Markt kam. Sie zeichnet sie sich durch ihr innovatives Design, ihre leichte Bauweise und ihre besondere Bespielbarkeit aus. Die wichtigsten Merkmale der Gitarre sind das Headless-Design ohne Kopfplatte, welches die Gitarre besonders leicht und gut ausbalanciert macht, ein asymmetrisches Halsprofil, das eine natürliche Handhaltung fördern und Ermüdung reduzieren soll, und eine Multiscale-Bundierung, die die Saitenspannung und Intonation optimiert.
Die Boden ist besonders bei Progressive-Rock-, Metal- und technisch versierten Gitarristen beliebt. Bekannte Nutzer sind Aaron Marshall (Intervals), Tosin Abasi (Animals as Leaders) und Misha Mansoor (Periphery).